# Xia Yeliang
Xia Yeliang, né le 4 septembre 1960 à Wuhu (Anhui, Chine), est un économiste chinois. Professeur d'économie à l'université de Pékin, il est limogé en octobre 2013 pour avoir prôné des réformes politiques démocratiques.

## Biographie
« Petit garde rouge » alors à l'école primaire, il déclare avoir découvert la liberté lors de son premier voyage en Occident en 1985, en Allemagne de l'Ouest et au Danemark : « on m'avait appris que dans le camp impérialiste régnaient la compétition à mort et l'égoïsme. J'ai compris que c'était de la propagande ». 
Professeur d'économie de renom à l'université de Pékin, il est d'abord apprécié par le régime, se voyant notamment offrir de seconder le directeur de la faculté d'économie, sous couvert de rester dans la ligne du Parti communiste. Il refuse et, en 2008, signe la Charte 08, un manifeste d'intellectuels, dont son principal rédacteur Liu Xiaobo, en faveur des droits de l'homme et de la démocratie. En 2009, il écrit une lettre virulente à Liu Yunshan directeur du département de la Propagande du Parti, dénonçant la censure. Ce dernier espérant une promotion ne le sanctionne pas mais, promu en 2012 membre du 18e Comité permanent du Politburo, l'organe suprême de décision en Chine, il participe, selon Xia Yeliang, à son exclusion de l'université. En effet, l'université de Pékin le licencie, à la fin de l'année 2013, officiellement pour « incompétence ». Xia Yeliang n'a pas contesté cette décision par crainte des représailles. Il espère rejoindre l'étranger, le Wellesley College de Harvard lui ayant proposé  une bourse de chercheur associé.
Plusieurs fois incarcéré et assigné à résidence, il continue de prôner l'instauration d'un État de droit et la liberté d'expression : « Je me suis demandé comment, avec 5 000 ans d'histoire, la Chine pouvait être si pauvre alors que les États-Unis se portaient si bien au bout de 200 ans d'existence. Les Américains ne sont pas nés plus intelligent. Ils ont juste de meilleures institutions. Rien ne peut changer avec le parti unique ». Il a conseillé à son épouse de demander le divorce, vendre ses biens et quitter le pays s'il venait encore à être mis en prison.
En janvier 2014, il se réfugie aux États-Unis. Il indique alors que des espions chinois sont dans les universités américaines sous couvert d'échanges universitaires.

## Décoration
- 2004 : commandeur de l'Armée populaire de libération[1]